# Chopardiella poulaini
Chopardiella poulaini es una especie de mantis de la familia Mantidae.

## Distribución geográfica
Se encuentra en el Ecuador.